# Adorjánháza, Veszprém
Adorjánháza  este un sat în districtul Devecser, județul Veszprém, Ungaria, având o populație de 402 locuitori (2011). 

## Demografie
Componența etnică a satului Adorjánháza
     Maghiari (92,54%)
     Romi (6,43%)
     Ucraineni (1,03%)
Componența confesională a satului Adorjánháza
     Reformați (36,07%)
     Romano-catolici (28,61%)
     Luterani (13,68%)
     Fără religie (4,98%)
     Necunoscută (16,67%)
Conform recensământului din 2011, satul Adorjánháza avea 402 locuitori. Din punct de vedere etnic, majoritatea locuitorilor (92,54%) erau maghiari, existând și minorități de romi (6,43%) și ucraineni (1,03%). Nu există o religie majoritară, locuitorii fiind reformați (36,07%), romano-catolici (28,61%), luterani (13,68%) și persoane fără religie (4,98%). Pentru 16,67% din locuitori nu este cunoscută apartenența confesională.